# Acesso universal à educação
O acesso universal à educação é a capacidade de todas as pessoas de terem oportunidades iguais na educação, independentemente da sua classe social, raça, género, sexualidade, origem étnica ou deficiência física e mental. O termo é usado tanto na admissão à faculdade para as classes média e baixa, quanto em tecnologia assistiva para pessoas com deficiência. Alguns críticos acham que essa prática no ensino superior, em oposição a uma meritocracia estrita, causa padrões académicos mais baixos. Para facilitar o acesso de todos à educação, os países seguem o direito à educação.
O acesso universal à educação incentiva uma variedade de abordagens pedagógicas para realizar a disseminação do conhecimento em toda a diversidade de origens sociais, culturais, económicas, nacionais e biológicas. Inicialmente desenvolvido com o tema de igualdade de oportunidades de acesso e inclusão de alunos com deficiência de aprendizagem ou física e mental, os temas que regem o acesso universal à educação expandiram-se para todas as formas de capacidade e diversidade. No entanto, como a definição de diversidade é em si mesma um amálgama ampla, os professores que exercem o acesso universal enfrentarão continuamente desafios e terão que ajustar o seu plano de aula para fomentar temas de oportunidades iguais de educação.
Como o acesso universal continua a ser incorporado ao sistema educacional dos Estados Unidos, professores e instrutores de nível universitário são obrigados (em alguns casos por lei) a repensar os métodos de facilitar o acesso universal nas suas salas de aula. O acesso universal à educação universitária pode envolver o fornecimento de uma variedade de métodos diferentes de avaliação de aprendizagem e retenção. Por exemplo, para determinar a quantidade de matéria que foi aprendida, um professor pode criar vários métodos de avaliação. Os métodos de avaliação podem incluir um exame abrangente, exames da unidade, portefólios, artigos de pesquisa, revisões de literatura, um exame oral ou trabalhos de casa.

## Definição
O direito à educação é refletido no direito internacional no artigo 26 da Declaração Universal de Direitos Humanos, normativa contemporânea primária dos direitos humanos, e nos artigos 13 e 14 de seu protocolo complementar opcional, o Pacto Internacional dos Direitos Econômicos, Sociais e Culturais. O artigo 26 da Declaração define tal direito da seguinte maneira:

Toda a pessoa tem direito à educação. A educação deve ser gratuita, pelo menos a correspondente ao ensino elementar fundamental. O ensino elementar é obrigatório. O ensino técnico e profissional dever ser generalizado; o acesso aos estudos superiores deve estar aberto a todos em plena igualdade, em função do seu mérito.— Declaração Universal dos Direitos Humanos, art. 26, § 1o 
O Pacto Internacional dos Direitos Econômicos, Sociais e Culturais, por sua vez, determina categoricamente que seus Estados aderentes devem assegurar e incentivar a educação de base, permitindo que o ensino superior seja acessível a todos, segundo as capacidades de cada um, e que os Estados que ainda não tivessem chegado a tal estado ideal deveriam chegar a este Estado progressivamente.

## História
O ideal do acesso universal à educação tem um longo lastro em algumas sociedades antigas. A Torá, texto fundamental do judaísmo, comanda que os judeus a leiam constantemente, o que levou o Sumo Sacerdote Josué ben Gamaliel a ordenar a abertura de escolas em todas as cidades e vilarejos judaicos no ano 64 d.C., para a educação de todas as crianças a partir de seis ou sete anos de idade, sendo estas ensinadas até seus dezoito anos completos. Ainda no Oriente Médio, o Alcorão, livro sagrado do islamismo, convida todos os muçulmanos a lerem-no e recitá-lo, ideal que levou diversas sociedades islâmicas históricas a abrirem escolas para todos, dentro e perto das mesquitas, inclusive algumas das primeiras universidades medievais. Paralelamente, os astecas pré-colombianos enfatizavam a importância da educação universal, de forma que, em seu período tardio, à parte do calmecac (escolas para a nobreza), cada calpulli tinha sua própria tēlpochcalli, uma escola para a educação de todos os comuns, como de alguns nobres que desejavam uma formação mais simples para seus filhos.
No Ocidente como um todo, a preocupação pelo acesso universal à educação ressurgiu na Idade Moderna, com a Igreja da Escócia anunciando em 1561 através de líderes como John Knox um plano de universalizar a educação entre seus fiéis, projeto concluso no século XVII. João Amós Comênio, bispo da União dos Irmãos e considerado pai da educação moderna, foi inovador em seu tempo ao enfatizar em seus escritos a urgência da educação universal, sistematizando modelho semelhante ao hoje ainda utilizado no Ocidente e buscando fazer da cultura acessível para a população, de forma a poder educar cada cidadão desde sua infância.

### Idade Contemporânea

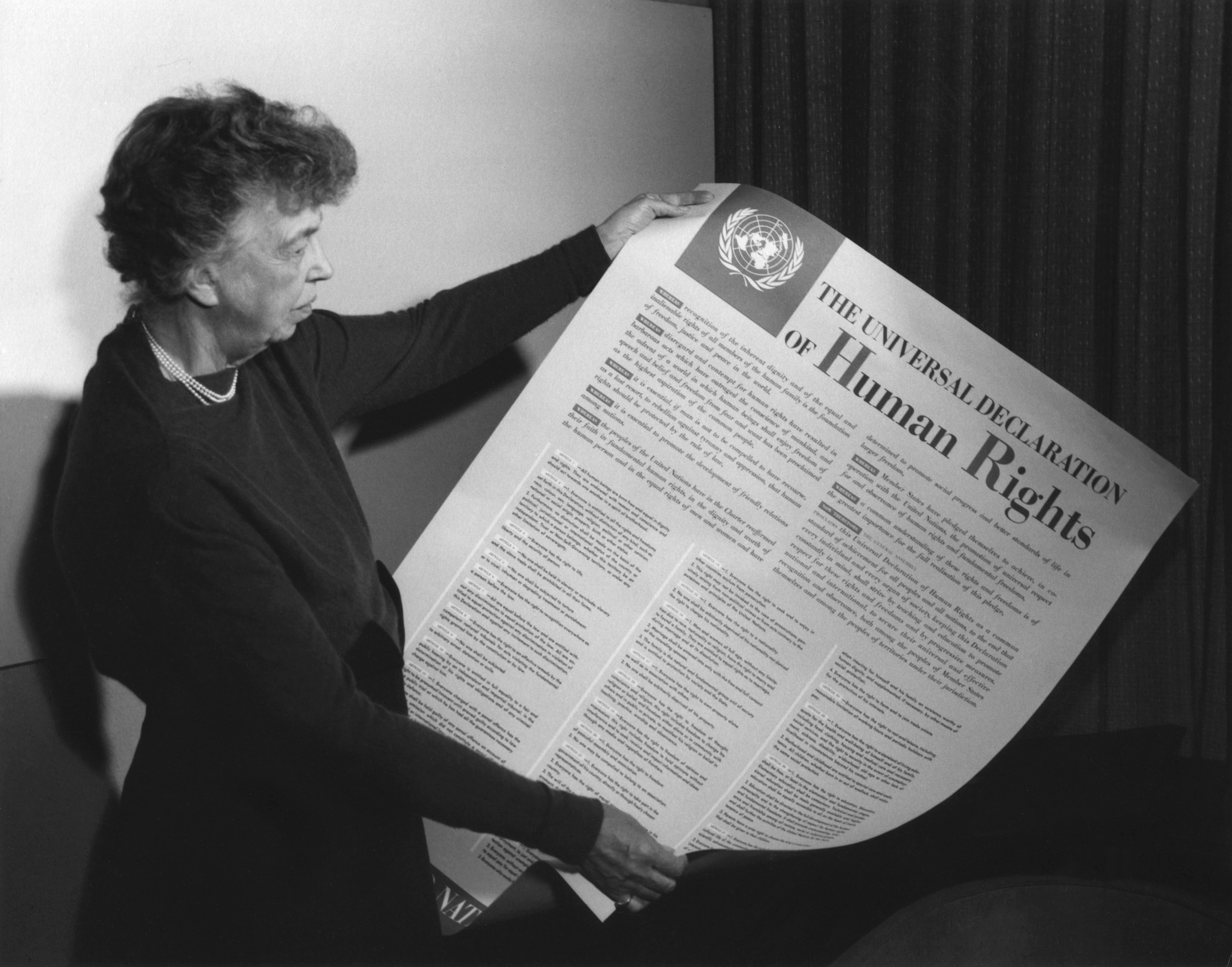
Eleanor Roosevelt segura cópia da Declaração Universal de Direitos Humanos

O Iluminismo trouxe uma nova dimensão à questão na Idade Contemporânea, com a disseminação na França após a Revolução Francesa das já impressionantemente comuns escolas para os pobres, mas com viés mais tecnicista, e proclamadas obrigatórias para toda a população em idade apropriada. Um aprofundamento deste processo foi tentado pela Comuna de Paris, inspirada por ideais marxistas de origem iluminista quanto à necessidade da educação compulsória universal. Valendo-se de um modelo distinto, inspirado pelos ideais pedagógicos do filósofo Wilhelm von Humboldt, a Prússia passou a fornecer um ensino público holístico gratuito e compulsório para todos os cidadãos em idade apropriada.
Thomas Jefferson, um dos Pais Fundadores dos Estados Unidos, notavelmente já propunha contemporaneamente o "estabelecimento de escolas gratuitas para ensinarem leitura, escrita e aritmética, e que os intelectualmente hábeis, a despeito de etnia ou classe social, recebam educação universitária paga pelo Estado." Este processo se desenvolveu a lentos passos nos Estados Unidos, tendo sido de forma geral consumado pelos esforços do movimento progressista entre as décadas de 1890 e 1930, sendo que já no fim do século XIX, havia mais escolas públicas que privadas no país.
Em 1948, os Estados-membros da recentemente fundada Organização das Nações Unidas assinaram a Declaração Universal de Direitos Humanos a fim de estabelecerem parâmetros consensuais de direitos humanos a serem seguidos pelos signatários, e seu artigo 26 estabeleceu o ensino básico obrigatório, o fundamental gratuito, o médio e técnico generalizado e o superior aberto e meritocrático.

## Recursos educacionais abertos

A Unesco considera os Recursos Educacionais
Abertos (REA) uma oportunidade estratégica para melhorar a qualidade da informaçãp.

Recursos educacionais abertos (REA) são educacionais cujo licenciamento permite permite uso, reuso, modificados e distribuídos. Está baseado na ideia de bens comuns. Uma definição formal construída em colaboração com a comunidade REA no Brasil foi adotada pela Organização das Nações Unidas para a Educação, a Ciência e a Cultura:
"Os REA são materiais de ensino, aprendizado e pesquisa em qualquer suporte ou mídia que estão sob domínio público ou são licenciados de maneira aberta, permitindo que sejam acessados, utilizados, adaptados e redistribuídos por terceiros. O uso de formatos técnicos abertos facilita o acesso e reúso potencial dos recursos. Os REA podem incluir cursos completos, partes de cursos, módulos, guias para estudantes, anotações, livros didáticos, artigos de pesquisa, vídeos, instrumentos de avaliação, recursos interativos como simulações e jogos de interpretação, bancos de dados, software, aplicativos (incluindo versões para dispositivos móveis) e qualquer outro recurso educacional de utilidade. O movimento REA não é sinônimo de aprendizado on-line, EaD ou educação por meio de dispositivos móveis. Muitos REA – mesmo que possam ser compartilhados por meio de formatos digitais – também podem ser impressos."
A UNESCO defende que o acesso universal à educação de qualidade é fundamental para paz, desenvolvimento sustentável social e econômico e diálogo intercultural. Segundo esta instituição, os recursos educacionais abertos são oportunidades estratégicas para melhorar a educação e facilitar o intercâmbio de procedimentos, compartilhamento de conhecimentos e construção de habilidades.